# Giovanni Lombardo
Giovanni Lombardo (zm. krótko po 17 grudnia 1210) – włoski duchowny katolicki, pochodzący z Lombardii. Biskup diecezji Toscanella 1188-1199 (od 1192 połączona z diecezją Viterbo), następnie biskup Albano. W maju 1189 został mianowany kardynałem. Sygnował bulle papieskie między 6 czerwca 1189 a 17 grudnia 1210. W 1192 rozpoczął budowę katedry św. Wawrzyńca w Viterbo. Uczestniczył w papieskiej elekcji w 1191 i w styczniu 1198; był jednym ze współkonsekratorów papieża Innocentego III.